# Cry Baby Killer
Cry Baby Killer (v anglickém originále The Cry Baby Killer) je americký kriminální film z roku 1958. Režisérem filmu je Joe Addis. Hlavní role ve filmu ztvárnili Harry Lauter, Jack Nicholson, Carolyn Mitchell, Brett Halsey a Lynn Cartwright.

## Obsazení
| Harry Lauter        | poručík Porter   |
| Jack Nicholson      | Jimmy Wallace    |
| Carolyn Mitchell    | Carole Fields    |
| Brett Halsey        | Manny Cole       |
| Lynn Cartwright     | Julie            |
| Barbara Knudson     | paní Maxton      |
| William A. Forester | Carl Maxton      |
| John Shay           | policista Gannon |